# Moshe Lewin
 Der er for få eller ingen kildehenvisninger i denne artikel, hvilket er et problem. Du kan hjælpe ved at angive troværdige kilder til de påstande, som fremføres i artiklen.

Moshe Lewin (født i 1921 i Vilnius, Polen – 14. august 2010 i Paris) var historiker og specialist i USSR. Han er på en måde grundlægger af konceptet om USSR's sociale (samfundsmæssige) historie, især for Stalintiden. Hans arbejder anses blandt "sovjetologer" for at høre til den "revisionistiske skole".

## Biografi
Som jøder blev hans forældre ofre for Nazitysklands politiske udryddelse, mens han selv reddede livet takket være Den røde Hær. M. Lewin oplevede Sovjetunionen under den anden verdenskrig og udvandrede i 1945 til Israel, hvor hans politiske ideer førte ham i retning af venstrezionismen. Han fik sin universitetsgrad i Tel Aviv i 1961.
Han kommer til Frankrig og forsvarer doktorgraden i Sorbonne i 1964 under vejledning af historikeren Roger Portal. Derefter sætter Annales-skolen sit præg på ham. Han er fra 1965 til 1966 studieleder ved "Højere praktisk-videnskabelig skole" (som i 1975 blev en selvstændig skole under navnet "Videnskabelig højskole for samfundsvidenskab"). I 1967-68 Senior Fellow ved Colombia University i USA. I 1968-78 ved universitetet i Birmingham, U.K., hvor han underviste i historie og sovjetisk politik. Derefter udvandrede han til USA og blev professor i historie ved universitetet i Pennsylvania.
Det blev ikke muligt for ham at vende tilbage til USSR før i 1986, da han opholdt sig i længere tid i Moskva. Han blev udnævnt til professor emeritus (Pennsylvania University) i 1995.

## Forskning
Moshe Lewin har beskæftiget sig med en række områder indenfor samfundshistorien, især med udgangspunkt i publikationen (1966) af sin doktorafhandling om kollektiviseringen af landbruget i USSR (oversat til engelsk i 1968). Moshe Lewin søgte at afpolitisere diskursen om USSR, i den forstand at han anså det for nødvendigt at 
holde op med at give den politiske magt og dens instru¬menter (Stat, parti, ideologi) en særlig position som den eneste kilde til analysen. Der findes ikke på den ene side en magt, en stat, som gennemtvinger sin vilje og giver sine ordrer og på den anden et dirigeret, atomiseret og ”planificeret” samfund, der adlyder. I virkelighedens verden er tingene en smule mere komplicerede: Samfundet kan sætte stemninger igennem og på den måde afbøje det politiske forløb. Jeg finder det nødvendigt ud fra denne synsvinkel at revidere hele Sovjets historie (og på samme måde dele af det tsaristiske Ruslands), indbefattet tredivernes periode22.
I strid med den dominerende tradition, udsprunget af konceptet i den totalitaristiske skole, har M. Lewin påvist nødvendigheden af, og muligheden for, en social historie, der evaluerer de komplekse forhold mellem styret og befolkningslagene. Den ideologisk-politiske dimension, der overdrives absurd i den ”totalitaristiske” fortolkning, er ikke fraværende i hans forskning, men han studerer den med udgangspunkt i den sociale struktur.

### Vendingen i tyverne
I sit arbejde om landbrugets kollektivisering redegør Lewin for tyvernes økonomiske debat, som især konfronterede modstandere og tilhængere af NEP. Han fremviser en bolsjevikisk magt, som er besjælet af viljen til at modernisere og kontrollere den agrare verden, der anses for arkaisk og hindrende for socialismen. Regimet brugte i en veritabel ”Flucht nach Vorn” mere og mere autoritære og voldelige metoder, eftersom det stødte på modstand fra bønderne. Statens krig mod bønderne mundede således ud i gennemsættelsen af nyfeudale relationer i landbrugsområderne.
I sit andet værk behandler Lewin Vladimir Lenins kamp i dennes sidste leveår. Historikeren gør især brug af "Lenins testamente", det navn man har givet den samling af tekster, som Lenin redigerede i december 1922 og januar 1923, hvor han redegjorde for sine visioner og prognoser for sovjetregimets fremtid. Lenin håbede på en tilbagevenden til moralsk sundhed i statens maskineri, men hans stræ¬ben var forgæves. Ifølge forfatteren medførte strategien, der gik ud på centraliseret modernisering af et tilbagestående land, en degeneration i retning af et undertrykkende bureaukratisk system, som det var vanskeligt at undgå.

### Stalinismens oprindelse
Den artikelsamling, som Lewin gav titlen "La formation du système sovietique" udgør et forsvar for det samfundshistoriske koncept og peger på mange spor, som forskningen bør forfølge. Lewin er en pioner i arbejdet med stalinismens samfundshistorie. Han lægger vægt på at analysere stalinismen som et komplekst fænomen, der har sine egne sociale og kulturelle rødder, indskrevet i den russiske histories lange forløb. Den bolsjevikiske revolution udgjorde ikke et fundamentalt brud i Ruslands historie. Lewin analyserer ikke stalinismen som produkt af en ideologi, ej heller som et produkt af revolutionen i 1917, men som resultat af en tung arv og af en konflikt mellem modernitet og tradition. Denne konflikt har pint og plaget Rusland i det mindste siden midten af det 19. århundrede: Den "store reform" i 1861, hvormed Alexander II proklamerede livegenskabets ophør, "kan tages som udgangspunkt for forståelsen af det, som det nødvendigvis måtte resultere i 1917". Lewin fortolker den bolsjevikiske, senere stalinistiske, revolution som en landsomfattende moderniseringsproces, der var blevet nødvendig, efter at den tsaristiske magt havde vist sig ude af stand til at sikre dens positive gennemførelse.
Lewin analyserer den paradoksale situation, som bolsjevikkerne befandt sig i. De havde taget magten i et land, der helt overvejende var et bondeland, og havde ikke fået noget medløb fra en revolution i Vesten, hvilket placerede dem i en situation, der set med marxistiske øjne var uholdbar: De var ikke andet end en ”overbygning”, frit svævende i luften og berøvet en industriel og proletarisk basis, der skulle til for at sikre en vej til socialismen. Lewin insisterer på, at der udgik en afgø¬rende indflydelse fra den russiske borgerkrig (1918-20), som afslørede dybe konflikter og medførte en ”arkaisering” af Rusland.
Resultatet blev en konfrontation mellem en stat, der var indstillet på modernisering, og en bondestand, der var lukket inde i sig selv og hvilede på sine traditioner. Den russiske bonde, musjikken, har vejet tungt i russisk historie ved at holde den kejserlige fortid i live. Stalinkulten var en genopblussen af folkelige holdninger til selvherskerdømmet. På samme måde som stalinismens manikæiske vision og Moskva-processerne havde rødder i den folkelige religion. Stalinismens despotiske træk var et produkt af den bureaukratiske og autoritære russiske tradition og Stalins personlige karaktertræk, kombineret med ødelæggelsen af selvstændige politiske og sociale bevægelser.

## Stivnet eller under forandring?
M. Lewin er meget interesseret i spørgsmålet, om det sovjetiske statssystem var stivnet eller under forandring. Han vender sig mod det synspunkt, at Partiet og Staten forblev uændrede i alle de syv årtier, USSR eksisterede. Hans argument er, at som alle stater var sovjetstaten ikke "en stat der flyder oven over alle de andre elementer, hævet over historien". Staten "er afhængig af det historiske miljø, i hvilket den agerer, den er produktet af dette miljø, dvs. af et samfundsmæssigt system der er i konstant udvikling". Udviklingen af dette system har modificeret selve karakteren af det politiske system. SUKP er således undergået forandringer flere gange i løbet af sin historie. Ifølge Lewin gjorde spændingerne, forhandlingerne og opgavernes fordeling mellem bureaukratierne stalinismen til et system, der var åbent for en indre udvikling, til forskel fra nazismen. 
Lewin forsvarer eksistensen af en "Bukharinsk løsning" i løbet af 1920´erne, som – hvis den var blevet realiseret – ville være mundet ud i et regime, der havde været betydeligt mere humant end det, Stalin skabte, ligesom de økonomiske resultater ville have været langt mere tilfredsstillende. Lewin følger de forvandlinger, der under en overflade af immobilitet sker med systemet og samfun¬det, især i perioden efter Stalin. Det er disse forandringer i det sovjetiske efterkrigssamfund, der frembragte en generation af reformatorer som Mikhail Gorbatjov.
I sit ambitiøse forsøg inspireres Lewin af ”konvergens-teorien”, som – i lys af Gorbatjovs Rus¬land – synes mere overbevisende end nogen sinde. USSR var blevet et moderne industrisamfund som var nødt til at tage stilling til en række imperativer, som det havde fælles med de kapitalistiske demokratier. Det bar modsigelsen mellem samfundets modernisering og partidiktaturets halstarrig¬hed, som forstærkede presset for reformer. Gorbatjov var altså ikke en isoleret reformator, der til¬fældigvis var nået magtens tinde, men den energiske forsvarer for forandringer, som han ville give en institutionel dimension.